# Campeonato Mundial de Handebol Masculino de 2025
O Campeonato Mundial de Andebol (português europeu) ou Handebol (português brasileiro) Masculino de 2025 foi a 29ª edição deste evento, promovido pela Federação Internacional de Handebol. Com sedes na Croácia, Dinamarca e Noruega, entre 14 de janeiro a 2 de fevereiro de 2025. Esta edição marca a primeira vez que o campeonato mundial é realizado em três países.
A co-anfitriã Dinamarca foi a tripla campeã, tendo vencido as edições de 2019, 2021 e 2023, e defendeu com sucesso o título ao derrotar a co-anfitriã Croácia por 32–26 na final. Ao fazer isso, a Dinamarca se tornou a primeira seleção masculina de handebol a conquistar quatro títulos mundiais consecutivos. A França venceu Portugal e conquistou as medalhas de bronze, enquanto a terceira co-anfitriã, a Noruega, terminou em 10º.

## Candidaturas
Em 11 de outubro de 2018, cinco nações manifestaram interesse em sediar o torneio.
- Croácia
- Dinamarca/ Noruega/ Suíça
- Sérvia

O prazo expirou em 25 de setembro de 2019. A Suíça tornou-se uma candidatura individual, enquanto a Croácia ocupou o seu lugar na candidatura tripla. A Sérvia retirou a sua candidatura, enquanto os húngaros apresentaram um pedido. Estes foram os requerentes:
- Croácia/ Dinamarca/ Noruega
- Hungria (retirou-se)
- Suíça  (retirou-se)

Pouco antes da votação, a Hungria e a Suíça retiraram-se, deixando sem oposição a candidatura da Croácia, Dinamarca e Noruega. Croácia, Dinamarca e Noruega foram escolhidos como anfitriões em 28 de fevereiro de 2020 na reunião do Conselho da IHF no Cairo, Egito. Esta será a segunda vez que a Croácia sediará o Campeonato Mundial de Handebol Masculino, a terceira para a Dinamarca e a primeira para a Noruega.

## Formato
O formato terá 32 seleções divididas em oito grupos de quatro times cada. Os três primeiros de cada grupo irão para a segunda fase, enquanto os times classificados em último em seus grupos da rodada preliminar jogam a Copa do Presidente. As 24 equipes classificadas na primeira fase são divididas em quatro grupos de seis equipes cada. As duas primeiras equipes de cada grupo avançam para as quartas de final, com os vencedores disputando a semifinal e a final.

## Sedes
A candidatura continha 11 cidades: Zagreb, Split, Varaždin, Poreč e Dubrovnik na Croácia; Copenhaga e Herning na Dinamarca; e Trondheim, Stavanger, Drammen e Bærum na Noruega; com a partida de abertura e a final acontecendo em Bærum.
Em 25 de janeiro de 2024, a Dinamarca anunciou que o Jyske Bank Boxen seria o único local para a competição. Então, dois dias depois, a Noruega anunciou que a Telenor Arena seria o único local para o torneio, depois que as negociações com Trondheim fracassaram por motivos financeiros.
Em 8 de abril de 2024, a IHF anunciou os locais, com Bærum, Herning, Zagreb, Varaždin e Poreč. Sendo confirmadas como cidades-sede. O jogo de abertura será em Herning e a final em Bærum. Durante os preparativos para o torneio, a Telenor Arena foi renomeada como Unity Arena para o torneio.
| Bærum              | Herning            | Zagreb             | Varaždin          | Poreč               |
| ------------------ | ------------------ | ------------------ | ----------------- | ------------------- |
| Unity Arena        | Jyske Bank Boxen   | Arena Zagreb       | Varaždin Arena    | Žatika Sport Centre |
| Capacidade: 15,000 | Capacidade: 12,500 | Capacidade: 15,200 | Capacidade: 5,200 | Capacidade: 3,700   |
|                    |                    |                    |                   |                     |

## Qualificação
Os anfitriões do Campeonato Mundial serão qualificados diretamente, juntamente com os atuais campeões mundiais. Dado que existem três organizadores, todos da Europa, o número de vagas obrigatórias para a Europa é reduzido em dois: 2 em vez do padrão 4. O número de vagas obrigatórias atribuídas a outras confederações continentais permanece inalterado. Em relação às 12 vagas de atuação, e com base nos resultados do Campeonato Mundial Masculino de 2023, a Europa recebe mais 11 vagas, enquanto a África fica com 1.
A qualificação ocorreu entre fevereiro de 2023 e junho de 2024. Os campeonatos continentais de cada região funcionaram como qualificação para o campeonato mundial, embora a Europa também tenha seu próprio processo de qualificação. Com exceção da Bielorrússia e da Rússia, que estão banidas da IHF devido à invasão russa na Ucrânia, as restantes associações membros da IHF eram elegíveis para entrar na qualificação. No total, 76 nações participaram dos campeonatos continentais e das eliminatórias europeias.
A Guiné será a única seleção estreante no campeonato. Dos que regressaram, a Itália fará a sua segunda participação na história, a única participação foi em 1998, Cuba e Kuwait regressam pela primeira vez desde 2009, a República Checa volta a jogar desde 2015, enquanto a Áustria, Japão e a Suíça qualificaram-se após terem ficado de fora em 2023. Os Estados Unidos fizeram aparições consecutivas pela primeira vez em 30 anos. A Holanda qualificou-se por mérito pela primeira vez.
Irã, Montenegro, Marrocos, Arábia Saudita, Sérvia, Coreia do Sul e Uruguai não conseguiram chegar a esta edição após participarem em 2023. Depois de estrearem em 2023, a Bélgica não conseguiu se classificar.
| Competição                                                      | Datas                          | Sedes            | Vagas | Qualificados |
| --------------------------------------------------------------- | ------------------------------ | ---------------- | ----- | --- |
| País-Sede                                                       | 28 Fevereiro 2020              | Cairo            | 3     | Croácia · Dinamarca · Noruega                                                                                           |
| Campeonato Mundial de Handebol Masculino de 2023                | 11-29 Janeiro 2023             | Polónia · Suécia | 1     | Dinamarca |
| Campeonato Europeu de Handebol Masculino de 2024                | 10–28 Janeiro 2024             | Alemanha         | 3     | França · Alemanha · Suécia                                                                                              |
| Campeonato Asiático de Handebol Masculino de 2024               | 11–25 Janeiro 2024             | Isa Town         | 4     | Bahrein · Japão · Kuwait · Catar                                                                                        |
| Campeonato Sul e Centro-Americano de Handebol Masculino de 2024 | 16–20 Janeiro 2024             | Buenos Aires     | 3     | Argentina · Brasil · Chile                                                                                              |
| Campeonato Africano de Handebol Masculino de 2024               | 17–27 Janeiro 2024             | Cairo            | 5     | Argélia · Cabo Verde · Egito · Guiné · Tunísia                                                                          |
| Campeonato Nor.Ca. de Handebol Masculino de 2024                | 6–12 Maio 2024                 | México           | 1     | Cuba |
| Repescagem Europeia                                             | 1 Novembro 2023 – 11 Maio 2024 | Várias           | 11    | Áustria · Chéquia · Hungria · Islândia · Itália · Países Baixos · Montenegro · Polônia · Portugal · Eslovênia · Espanha |
| Wild card                                                       | 28 Junho 2022                  | —                | 1+1   | Suíça · Estados Unidos                                                                                                  |

### Histórico dos Classificados
| País               | Qualificado como                                                | Qualificado em          | Participações anteriores1, 2 |
| ------------------ | --------------------------------------------------------------- | ----------------------- | --- |
| Croácia            | Sedes                                                           | 28 de Fevereiro de 2020 | 15 (1995, 1997, 1999, 2001, 2003, 2005, 2007, 2009, 2011, 2013, 2015, 2017, 2019, 2021, 2023)                                                                          |
| Dinamarca          | Sedes                                                           | 28 de Fevereiro de 2020 | 25 (1938, 1954, 1958, 1961, 1964, 1967, 1970, 1974, 1978, 1982, 1986, 1993, 1995, 1999, 2003, 2005, 2007, 2009, 2011, 2013, 2015, 2017, 2019, 2021, 2023)              |
| Noruega            | Sedes                                                           | 28 de Fevereiro de 2020 | 17 (1958, 1961, 1964, 1967, 1970, 1993, 1997, 1999, 2001, 2005, 2007, 2009, 2011, 2017, 2019, 2021, 2023)                                                              |
| Estados Unidos     | Wildcard                                                        | 18 de Outubro de 2018   | 7 (1964, 1970, 1974, 1993, 1995, 2001, 2023) |
| Brasil             | Campeonato Sul e Centro-Americano de Handebol Masculino de 2024 | 18 de Janeiro de 2024   | 16 (1958, 1995, 1997, 1999, 2001, 2003, 2005, 2007, 2009, 2011, 2013, 2015, 2017, 2019, 2021, 2023)                                                                    |
| Japão              | Campeonato Asiático de Handebol Masculino de 2024               | 19 de Janeiro de 2024   | 15 (1961, 1964, 1967, 1970, 1974, 1978, 1982, 1990, 1995, 1997, 2005, 2011, 2017, 2019, 2021)                                                                          |
| Catar              | Campeonato Asiático de Handebol Masculino de 2024               | 19 de Janeiro de 2024   | 9 (2003, 2005, 2007, 2013, 2015, 2017, 2019, 2021, 2023) |
| Argentina          | Campeonato Sul e Centro-Americano de Handebol Masculino de 2024 | 19 de Janeiro de 2024   | 14 (1997, 1999, 2001, 2003, 2005, 2007, 2009, 2011, 2013, 2015, 2017, 2019, 2021, 2023)                                                                                |
| Chile              | Campeonato Sul e Centro-Americano de Handebol Masculino de 2024 | 19 de Janeiro de 2024   | 7 (2011, 2013, 2015, 2017, 2019, 2021, 2023) |
| Kuwait             | Campeonato Asiático de Handebol Masculino de 2024               | 21 de Janeiro de 2024   | 8 (1982, 1995, 1999, 2001, 2003, 2005, 2007, 2009) |
| Bahrein            | Campeonato Asiático de Handebol Masculino de 2024               | 21 de Janeiro de 2024   | 5 (2011, 2017, 2019, 2021, 2023) |
| Suécia             | Campeonato Europeu de Handebol Masculino de 2024                | 21 de Janeiro de 2024   | 26 (1938, 1954, 1958, 1961, 1964, 1967, 1970, 1974, 1978, 1982, 1986, 1990, 1993, 1995, 1997, 1999, 2001, 2003, 2005, 2009, 2011, 2015, 2017, 2019, 2021, 2023)        |
| França             | Campeonato Europeu de Handebol Masculino de 2024                | 22 de Janeiro de 2024   | 24 (1954, 1958, 1961, 1964, 1967, 1970, 1978, 1990, 1993, 1995, 1997, 1999, 2001, 2003, 2005, 2007, 2009, 2011, 2013, 2015, 2017, 2019, 2021, 2023)                    |
| Cabo Verde         | Campeonato Africano de Handebol Masculino de 2024               | 23 de Janeiro de 2024   | 2 (2021, 2023) |
| Argélia            | Campeonato Africano de Handebol Masculino de 2024               | 23 de Janeiro de 2024   | 16 (1974, 1982, 1986, 1990, 1995, 1997, 1999, 2001, 2003, 2005, 2009, 2011, 2013, 2015, 2021, 2023)                                                                    |
| Egito              | Campeonato Africano de Handebol Masculino de 2024               | 23 de Janeiro de 2024   | 17 (1964, 1993, 1995, 1997, 1999, 2001, 2003, 2005, 2007, 2009, 2011, 2013, 2015, 2017, 2019, 2021, 2023)                                                              |
| Tunísia            | Campeonato Africano de Handebol Masculino de 2024               | 23 de Janeiro de 2024   | 16 (1967, 1995, 1997, 1999, 2001, 2003, 2005, 2007, 2009, 2011, 2013, 2015, 2017, 2019, 2021, 2023)                                                                    |
| Alemanha           | Campeonato Europeu de Handebol Masculino de 2024                | 24 de Janeiro de 2024   | 27 (1938, 1954, 1958, 1961, 1964, 1967, 1970, 1974, 1978, 1982, 1986, 19902, 1993, 1995, 1999, 2001, 2003, 2005, 2007, 2009, 2011, 2013, 2015, 2017, 2019, 2021, 2023) |
| Guiné              | Campeonato Africano de Handebol Masculino de 2024               | 26 de Janeiro de 2024   | 0 (debut) |
| Islândia           | Repescagem Europeia                                             | 11 de Maio de 2024      | 22 (1958, 1961, 1964, 1970, 1974, 1978, 1986, 1990, 1993, 1995, 1997, 2001, 2003, 2005, 2007, 2011, 2013, 2015, 2017, 2019, 2021, 2023)                                |
| Áustria            | Repescagem Europeia                                             | 12 de Maio de 2024      | 7 (1938, 1958, 1993, 2011, 2015, 2019, 2021) |
| Países Baixos      | Repescagem Europeia                                             | 12 de Maio de 2024      | 2 (1961, 2023) |
| Eslovênia          | Repescagem Europeia                                             | 12 de Maio de 2024      | 10 (1995, 2001, 2003, 2005, 2007, 2013, 2015, 2017, 2021, 2023) |
| Chéquia            | Repescagem Europeia                                             | 12 de Maio de 2024      | 6 (1995, 1997, 2001, 2005, 2007, 2015) |
| Portugal           | Repescagem Europeia                                             | 12 de Maio de 2024      | 5 (1997, 2001, 2003, 2021, 2023) |
| Hungria            | Repescagem Europeia                                             | 12 de Maio de 2024      | 22 (1958, 1964, 1967, 1970, 1974, 1978, 1982, 1986, 1990, 1993, 1995, 1997, 1999, 2003, 2007, 2009, 2011, 2013, 2017, 2019, 2021, 2023)                                |
| Espanha            | Repescagem Europeia                                             | 12 de Maio de 2024      | 22 (1958, 1974, 1978, 1982, 1986, 1990, 1993, 1995, 1997, 1999, 2001, 2003, 2005, 2007, 2009, 2011, 2013, 2015, 2017, 2019, 2021, 2023)                                |
| Polônia            | Repescagem Europeia                                             | 12 de Maio de 2024      | 17 (1958, 1967, 1970, 1974, 1978, 1982, 1986, 1990, 2003, 2007, 2009, 2011, 2013, 2015, 2017, 2021, 2023)                                                              |
| Itália             | Repescagem Europeia                                             | 12 de Maio de 2024      | 1 (1997) |
| Macedônia do Norte | Repescagem Europeia                                             | 12 de Maio de 2024      | 8 (1999, 2009, 2013, 2015, 2017, 2019, 2021, 2023) |
| Cuba               | Campeonato Nor.Ca. de Handebol Masculino de 2024                | 12 de Maio de 2024      | 7 (1982, 1986, 1990, 1995, 1997, 1999, 2009) |
| Suíça              | Wildcard                                                        | 23 de Maio de 2024      | 11 (1954, 1961, 1964, 1967, 1970, 1982, 1986, 1990, 1993, 1995, 2021)                                                                                                  |

1 Negrito indica o campeão do referido ano
2 Itálico indica país sede do referido campeonato

## Sorteio
O sorteio ocorreu em 29 de maio de 2024 em Zagreb, Croácia no Vatroslav Lisinski Concert Hall. Originalmente agendado para 1º de junho, foi alterado algumas semanas depois para 29 de maio. Os convidados do sorteio foram o goleiro croata Dominik Kuzmanović, o técnico da seleção croata, Dagur Sigurðsson, o jogador da seleção norueguesa Alexander Blonz e o ex-jogador internacional dinamarquês Morten Stig Christensen, que ajudaram no sorteio.

### Potes
Antes do sorteio, as 32 equipes finalistas foram divididas em quatro potes de acordo com a classificação do Campeonato Mundial mais recente e as regras da IHF. Porém, no que diz respeito às seleções europeias nos potes 1 e 2, o Campeonato Europeu de 2024 decidiu as posições das equipes. Além disso, cinco equipes foram pré-distribuídas pelos três países anfitriões em cada um dos grupos vagos disponíveis: Alemanha no Grupo A, Áustria no Grupo C, Hungria no Grupo D, Suécia no Grupo F e Eslovénia no Grupo G.
| Pote 1                                                                         | Pote 2                                                                               | Pote 3                                                                             | Pote 4                                                                           |
| ------------------------------------------------------------------------------ | ------------------------------------------------------------------------------------ | ---------------------------------------------------------------------------------- | -------------------------------------------------------------------------------- |
| Dinamarca · França · Suécia · Alemanha · Hungria · Eslovênia · Noruega · Egito | Portugal · Croácia · Áustria · Islândia · Países Baixos · Espanha · Itália · Chéquia | Polônia · Macedônia do Norte · Catar · Brasil · Argentina · Cuba · Japão · Argélia | Bahrein · Tunísia · Chile · Kuwait · Cabo Verde · Guiné · Estados Unidos · Suíça |

## Árbitros
As duplas de árbitros foram selecionadas em 14 de novembro de 2024. A lista foi atualizada em 2 de janeiro de 2025.
| Árbitros             | Árbitros                        |
| -------------------- | ------------------------------- |
| Alemanha             | Robert Schulze Tobias Tönnies   |
| Argélia              | Youcef Belkhiri Sid Ali Hamidi  |
| Argentina            | Julian Grillo Sebastián Lenci   |
| Argentina            | María Paolantoni Mariana García |
| Áustria              | Denis Bolic Christoph Hurich    |
| Bósnia e Herzegovina | Amar Konjičanin Dino Konjičanin |
| Chéquia              | Václav Horáček Jiří Novotný     |
| Croácia              | Ante Mikelič Petar Paradina     |

| Árbitros   | Árbitros                         |
| ---------- | -------------------------------- |
| Dinamarca  | Mads Hansen Jesper Madsen        |
| Eslováquia | Andrej Budzák Michaal Záhradník  |
| Eslovênia  | Bojan Lah David Sok              |
| Espanha    | Javier Álvarez Yon Bustamante    |
| Espanha    | Ignacio Garcia Andreu Marin      |
| França     | Karim Gasmi Raouf Gasmi          |
| Hungria    | Ádám Bíró Olivér Kiss            |
| Irão       | Ahmad Gheisarian Amir Gheisarian |

| Árbitros           | Árbitros                         |
| ------------------ | -------------------------------- |
| Macedônia do Norte | Gjorgji Nachevski Slave Nikolov  |
| Moldávia           | Alexei Covalciuc Igor Covalciuc  |
| Montenegro         | Ivan Pavićević Miloš Ražnatović  |
| Noruega            | Håvard Kleven Lars Jørum         |
| Roménia            | Cristina Lovin Simona Stacu      |
| Sérvia             | Marko Sekulić Vladimir Jovandić  |
| Suécia             | Mirza Kurtagic Mattias Wetterwik |
| Uruguai            | Mathias Sosa Cristian Lemes      |

## Fase preliminar
Todos as partidas estão no fuso oficial de Brasilia.
|  | Qualificadas para a Fase Principal da competição |
|  | Disputam os jogos da Copa do Presidente          |

Critérios de desempate: 1) pontos; 2) confronto direto; 3) diferença de gols no confronto direto; 4) número de gols feitos no confronto direto; 5) diferença de gols.

### Grupo A
| Pos | Equipe   | Pts | J | V | E | D | GP | GC | SG  |
| --- | -------- | --- | - | - | - | - | -- | -- | --- |
| 1   | Alemanha | 6   | 3 | 3 | 0 | 0 | 95 | 79 | +16 |
| 2   | Suíça    | 3   | 3 | 1 | 1 | 1 | 76 | 76 | 0   |
| 3   | Chéquia  | 2   | 3 | 0 | 2 | 1 | 58 | 65 | −7  |
| 4   | Polônia  | 1   | 3 | 0 | 1 | 2 | 75 | 84 | −9  |

| 15 de Janeiro de 2025 14:00 | Chéquia     | 17–17     | Suíça   | Jyske Bank Boxen, Herning Público: 2,091 Árbitros: Grillo, Lenci |
| 15 de Janeiro de 2025 14:00 | Mořkovský 5 | (7–8)     | Rubin 8 | Jyske Bank Boxen, Herning Público: 2,091 Árbitros: Grillo, Lenci |
| 15 de Janeiro de 2025 14:00 | 3×          | Relatório | 2× 1×   | Jyske Bank Boxen, Herning Público: 2,091 Árbitros: Grillo, Lenci |

| 15 de Janeiro de 2025 16:30 | Alemanha  | 35–28     | Polônia   | Jyske Bank Boxen, Herning Público: 3,552 Árbitros: Nachevski, Nikolov |
| 15 de Janeiro de 2025 16:30 | Uščins 10 | (15–14)   | Syprzak 7 | Jyske Bank Boxen, Herning Público: 3,552 Árbitros: Nachevski, Nikolov |
| 15 de Janeiro de 2025 16:30 | 4× 1×     | Relatório | 5× 1×     | Jyske Bank Boxen, Herning Público: 3,552 Árbitros: Nachevski, Nikolov |

| 17 de Janeiro de 2025 14:00 | Chéquia  | 19–19     | Polônia                                  | Jyske Bank Boxen, Herning Público: 5,397 Árbitros: A. Konjičanin, D. Konjičanin |
| 17 de Janeiro de 2025 14:00 | Hrstka 5 | (12–9)    | Przytuła, Jędraszczyk, Syprzak, Moryto 3 | Jyske Bank Boxen, Herning Público: 5,397 Árbitros: A. Konjičanin, D. Konjičanin |
| 17 de Janeiro de 2025 14:00 | 5× 1×    | Relatório | 3× 1×                                    | Jyske Bank Boxen, Herning Público: 5,397 Árbitros: A. Konjičanin, D. Konjičanin |

| 17 de Janeiro de 2025 16:30 | Suíça   | 29–31     | Alemanha | Jyske Bank Boxen, Herning Público: 7,386 Árbitros: Mikelič, Paradina |
| 17 de Janeiro de 2025 16:30 | Rubin 7 | (14–15)   | Köster 7 | Jyske Bank Boxen, Herning Público: 7,386 Árbitros: Mikelič, Paradina |
| 17 de Janeiro de 2025 16:30 | 2×      | Relatório | 2×       | Jyske Bank Boxen, Herning Público: 7,386 Árbitros: Mikelič, Paradina |

| 19 de Janeiro de 2025 11:30 | Polônia    | 28–30     | Suíça                    | Jyske Bank Boxen, Herning Público: 5,653 Árbitros: Pavićević, Ražnatović |
| 19 de Janeiro de 2025 11:30 | Przytuła 9 | (15–18)   | Rubin, Küttel, Leopold 5 | Jyske Bank Boxen, Herning Público: 5,653 Árbitros: Pavićević, Ražnatović |
| 19 de Janeiro de 2025 11:30 | 4×         | Relatório | 4× 1×                    | Jyske Bank Boxen, Herning Público: 5,653 Árbitros: Pavićević, Ražnatović |

| 19 de Janeiro de 2025 14:00 | Alemanha | 29–22     | Chéquia | Jyske Bank Boxen, Herning Público: 7,528 Árbitros: Álvarez, Bustamante |
| 19 de Janeiro de 2025 14:00 | Uščins 8 | (11–11)   | Solák 7 | Jyske Bank Boxen, Herning Público: 7,528 Árbitros: Álvarez, Bustamante |
| 19 de Janeiro de 2025 14:00 | 4×       | Relatório | 5× 1×   | Jyske Bank Boxen, Herning Público: 7,528 Árbitros: Álvarez, Bustamante |

### Grupo B
| Pos | Equipe    | Pts | J | V | E | D | GP  | GC  | SG  |
| --- | --------- | --- | - | - | - | - | --- | --- | --- |
| 1   | Dinamarca | 6   | 3 | 3 | 0 | 0 | 118 | 63  | +55 |
| 2   | Itália    | 4   | 3 | 2 | 0 | 1 | 84  | 87  | −3  |
| 3   | Tunísia   | 2   | 3 | 1 | 0 | 2 | 72  | 89  | −17 |
| 4   | Argélia   | 0   | 3 | 0 | 0 | 3 | 70  | 105 | −35 |

| 14 de Janeiro de 2025 13:30 | Itália      | 32–25     | Tunísia        | Jyske Bank Boxen, Herning Público: 6,510 Árbitros: A.Konjičanin, D. Konjičanin |
| 14 de Janeiro de 2025 13:30 | Prantner 10 | (17–11)   | Ben Abdallah 6 | Jyske Bank Boxen, Herning Público: 6,510 Árbitros: A.Konjičanin, D. Konjičanin |
| 14 de Janeiro de 2025 13:30 | 2×          | Relatório | 6×             | Jyske Bank Boxen, Herning Público: 6,510 Árbitros: A.Konjičanin, D. Konjičanin |

| 14 de Janeiro de 2025 16:30 | Dinamarca | 47–22     | Argélia | Jyske Bank Boxen, Herning Público: 12,397 Árbitros: Mikelič, Paradina |
| 14 de Janeiro de 2025 16:30 | Gidsel 10 | (20–11)   | Abdi 6  | Jyske Bank Boxen, Herning Público: 12,397 Árbitros: Mikelič, Paradina |
| 14 de Janeiro de 2025 16:30 | 1×        | Relatório | 4× 1×   | Jyske Bank Boxen, Herning Público: 12,397 Árbitros: Mikelič, Paradina |

| 16 de Janeiro de 2025 14:00 | Itália     | 32–23     | Argélia         | Jyske Bank Boxen, Herning Público: 8,516 Árbitros: Álvarez, Bustamante |
| 16 de Janeiro de 2025 14:00 | Prantner 7 | (16–11)   | Abdi, Berkous 6 | Jyske Bank Boxen, Herning Público: 8,516 Árbitros: Álvarez, Bustamante |
| 16 de Janeiro de 2025 14:00 | 2× 1×      | Relatório | 6×              | Jyske Bank Boxen, Herning Público: 8,516 Árbitros: Álvarez, Bustamante |

| 16 de Janeiro de 2025 16:30 | Tunísia        | 21–32     | Dinamarca | Jyske Bank Boxen, Herning Público: 13,697 Árbitros: Pavićević, Ražnatović |
| 16 de Janeiro de 2025 16:30 | Ben Abdallah 5 | (7–17)    | Gidsel 9  | Jyske Bank Boxen, Herning Público: 13,697 Árbitros: Pavićević, Ražnatović |
| 16 de Janeiro de 2025 16:30 | 2×             | Relatório | 1×        | Jyske Bank Boxen, Herning Público: 13,697 Árbitros: Pavićević, Ražnatović |

| 18 de Janeiro de 2025 14:00 | Argélia | 25–26     | Tunísia | Jyske Bank Boxen, Herning Público: 10,824 Árbitros: Nachevski, Nikolov |
| 18 de Janeiro de 2025 14:00 | Daoud 6 | (9–13)    | Jbeli 6 | Jyske Bank Boxen, Herning Público: 10,824 Árbitros: Nachevski, Nikolov |
| 18 de Janeiro de 2025 14:00 | 2× 1×   | Relatório | 4×      | Jyske Bank Boxen, Herning Público: 10,824 Árbitros: Nachevski, Nikolov |

| 18 de Janeiro de 2025 16:30 | Dinamarca           | 39–20     | Itália   | Jyske Bank Boxen, Herning Público: 14,297 Árbitros: Grillo, Lenci |
| 18 de Janeiro de 2025 16:30 | Jakobsen, Pytlick 9 | (18–8)    | Bronzo 4 | Jyske Bank Boxen, Herning Público: 14,297 Árbitros: Grillo, Lenci |
| 18 de Janeiro de 2025 16:30 | 3× 1×               | Relatório | 3×       | Jyske Bank Boxen, Herning Público: 14,297 Árbitros: Grillo, Lenci |

### Grupo C
| Pos | Equipe  | Pts | J | V | E | D | GP  | GC  | SG  |
| --- | ------- | --- | - | - | - | - | --- | --- | --- |
| 1   | França  | 6   | 3 | 3 | 0 | 0 | 115 | 65  | +50 |
| 2   | Áustria | 4   | 3 | 2 | 0 | 1 | 92  | 87  | +5  |
| 3   | Catar   | 2   | 3 | 1 | 0 | 2 | 70  | 87  | −17 |
| 4   | Kuwait  | 0   | 3 | 0 | 0 | 3 | 67  | 105 | −38 |

| 14 de Janeiro de 2025 14:00 | França  | 37–19     | Catar   | Žatika Sport Centre, Poreč Público: 2,500 Árbitros: Budzák, Záhradník |
| 14 de Janeiro de 2025 14:00 | Briet 7 | (18–10)   | Carol 4 | Žatika Sport Centre, Poreč Público: 2,500 Árbitros: Budzák, Záhradník |
| 14 de Janeiro de 2025 14:00 | 2×      | Relatório | 1×      | Žatika Sport Centre, Poreč Público: 2,500 Árbitros: Budzák, Záhradník |

| 14 de Janeiro de 2025 16:30 | Áustria                              | 37–26     | Kuwait                         | Žatika Sport Centre, Poreč Público: 1,507 Árbitros: A. Covalciuc, I. Covalciuc |
| 14 de Janeiro de 2025 16:30 | Frimmel, Zivkovic, Dambock, Wagner 5 | (18–16)   | Al-Hendal, Al-Dawani, Radhei 4 | Žatika Sport Centre, Poreč Público: 1,507 Árbitros: A. Covalciuc, I. Covalciuc |
| 14 de Janeiro de 2025 16:30 | 2×                                   | Relatório | 5×                             | Žatika Sport Centre, Poreč Público: 1,507 Árbitros: A. Covalciuc, I. Covalciuc |

| 16 de Janeiro de 2025 14:00 | Kuwait      | 19–43     | França   | Žatika Sport Centre, Poreč Público: 1,042 Árbitros: Paolantoni, García |
| 16 de Janeiro de 2025 14:00 | Al-Dawani 5 | (8–21)    | Remili 6 | Žatika Sport Centre, Poreč Público: 1,042 Árbitros: Paolantoni, García |
| 16 de Janeiro de 2025 14:00 | 2×          | Relatório |          | Žatika Sport Centre, Poreč Público: 1,042 Árbitros: Paolantoni, García |

| 16 de Janeiro de 2025 16:30 | Áustria   | 28–26     | Catar    | Žatika Sport Centre, Poreč Público: 1,741 Árbitros: Horáček, Novotný |
| 16 de Janeiro de 2025 16:30 | Frimmel 9 | (16–14)   | Carol 11 | Žatika Sport Centre, Poreč Público: 1,741 Árbitros: Horáček, Novotný |
| 16 de Janeiro de 2025 16:30 | 1×        | Relatório | 3× 1×    | Žatika Sport Centre, Poreč Público: 1,741 Árbitros: Horáček, Novotný |

| 18 de Janeiro de 2025 14:00 | França       | 35–27     | Áustria   | Žatika Sport Centre, Poreč Público: 3,001 Árbitros: Belkhiri, Hamidi |
| 18 de Janeiro de 2025 14:00 | Briet, Mem 6 | (19–15)   | Frimmel 5 | Žatika Sport Centre, Poreč Público: 3,001 Árbitros: Belkhiri, Hamidi |
| 18 de Janeiro de 2025 14:00 | 3×           | Relatório | 4×        | Žatika Sport Centre, Poreč Público: 3,001 Árbitros: Belkhiri, Hamidi |

| 18 de Janeiro de 2025 16:30 | Catar      | 25–22     | Kuwait        | Žatika Sport Centre, Poreč Público: 2,104 Árbitros: Schulze, Tönnies |
| 18 de Janeiro de 2025 16:30 | Marković 7 | (11–7)    | Al-Shammari 8 | Žatika Sport Centre, Poreč Público: 2,104 Árbitros: Schulze, Tönnies |
| 18 de Janeiro de 2025 16:30 | 3× 1×      | Relatório | 2×            | Žatika Sport Centre, Poreč Público: 2,104 Árbitros: Schulze, Tönnies |

### Grupo D
| Pos | Equipe             | Pts | J | V | E | D | GP  | GC  | SG  |
| --- | ------------------ | --- | - | - | - | - | --- | --- | --- |
| 1   | Hungria            | 5   | 3 | 2 | 1 | 0 | 98  | 77  | +21 |
| 2   | Países Baixos      | 4   | 3 | 2 | 0 | 1 | 109 | 91  | +18 |
| 3   | Macedônia do Norte | 3   | 3 | 1 | 1 | 1 | 88  | 84  | +4  |
| 4   | Guiné              | 0   | 3 | 0 | 0 | 3 | 61  | 104 | −43 |

| 15 de Janeiro de 2025 14:00 | Países Baixos | 40–23     | Guiné     | Varaždin Arena, Varaždin Público: 1,500 Árbitros: Sosa, Lemes |
| 15 de Janeiro de 2025 14:00 | Ten Velde 9   | (21–8)    | Eponouh 5 | Varaždin Arena, Varaždin Público: 1,500 Árbitros: Sosa, Lemes |
| 15 de Janeiro de 2025 14:00 | 4×            | Relatório | 3×        | Varaždin Arena, Varaždin Público: 1,500 Árbitros: Sosa, Lemes |

| 15 de Janeiro de 2025 16:30 | Hungria | 27–27     | Macedônia do Norte | Varaždin Arena, Varaždin Público: 4,000 Árbitros: Kurtagic, Wetterwik |
| 15 de Janeiro de 2025 16:30 | Ilić 6  | (14–14)   | Kuzmanovski 10     | Varaždin Arena, Varaždin Público: 4,000 Árbitros: Kurtagic, Wetterwik |
| 15 de Janeiro de 2025 16:30 | 4× 1×   | Relatório | 3× 1×              | Varaždin Arena, Varaždin Público: 4,000 Árbitros: Kurtagic, Wetterwik |

| 17 de Janeiro de 2025 14:00 | Países Baixos | 37–32     | Macedônia do Norte | Varaždin Arena, Varaždin Público: 4,000 Árbitros: Hansen, Madsen |
| 17 de Janeiro de 2025 14:00 | Ten Velde 11  | (18–15)   | Kuzmanovski 9      | Varaždin Arena, Varaždin Público: 4,000 Árbitros: Hansen, Madsen |
| 17 de Janeiro de 2025 14:00 | 6× 1×         | Relatório | 7× 2×              | Varaždin Arena, Varaždin Público: 4,000 Árbitros: Hansen, Madsen |

| 17 de Janeiro de 2025 16:30 | Guiné                                | 18–35     | Hungria | Varaždin Arena, Varaždin Público: 1,000 Árbitros: Ah. Gheisarian, Am. Gheisarian |
| 17 de Janeiro de 2025 16:30 | Sissoko, Pasquet, Corcher, Eponouh 3 | (9–20)    | Szita 7 | Varaždin Arena, Varaždin Público: 1,000 Árbitros: Ah. Gheisarian, Am. Gheisarian |
| 17 de Janeiro de 2025 16:30 | 5×                                   | Relatório | 1×      | Varaždin Arena, Varaždin Público: 1,000 Árbitros: Ah. Gheisarian, Am. Gheisarian |

| 19 de Janeiro de 2025 14:00 | Macedônia do Norte | 29–20     | Guiné     | Varaždin Arena, Varaždin Público: 4,000 Árbitros: A. Covalciuc, I. Covalciuc |
| 19 de Janeiro de 2025 14:00 | Kuzmanovski 12     | (14–10)   | Corcher 4 | Varaždin Arena, Varaždin Público: 4,000 Árbitros: A. Covalciuc, I. Covalciuc |
| 19 de Janeiro de 2025 14:00 | 2×                 | Relatório | 3×        | Varaždin Arena, Varaždin Público: 4,000 Árbitros: A. Covalciuc, I. Covalciuc |

| 19 de Janeiro de 2025 16:30 | Hungria              | 36–32     | Países Baixos | Varaždin Arena, Varaždin Público: 4,000 Árbitros: Jørum, Kleven |
| 19 de Janeiro de 2025 16:30 | Bóka, Szita, Lékai 6 | (19–17)   | Ten Velde 10  | Varaždin Arena, Varaždin Público: 4,000 Árbitros: Jørum, Kleven |
| 19 de Janeiro de 2025 16:30 | 8× 1×                | Relatório | 6×            | Varaždin Arena, Varaždin Público: 4,000 Árbitros: Jørum, Kleven |

### Grupo E
| Pos | Equipe         | Pts | J | V | E | D | GP | GC | SG  |
| --- | -------------- | --- | - | - | - | - | -- | -- | --- |
| 1   | Portugal       | 6   | 3 | 3 | 0 | 0 | 91 | 75 | +16 |
| 2   | Brasil         | 4   | 3 | 2 | 0 | 1 | 86 | 80 | +6  |
| 3   | Noruega        | 2   | 3 | 1 | 0 | 2 | 87 | 77 | +10 |
| 4   | Estados Unidos | 0   | 3 | 0 | 0 | 3 | 62 | 94 | −32 |

| 15 de Janeiro de 2025 14:00 | Portugal            | 30–21     | Estados Unidos | Unity Arena, Bærum Público: 3,980 Árbitros: Lovin, Stancu |
| 15 de Janeiro de 2025 14:00 | M. Costa, Portela 7 | (15–10)   | Hoddersen 6    | Unity Arena, Bærum Público: 3,980 Árbitros: Lovin, Stancu |
| 15 de Janeiro de 2025 14:00 | 2× 1×               | Relatório | 3×             | Unity Arena, Bærum Público: 3,980 Árbitros: Lovin, Stancu |

| 15 de Janeiro de 2025 16:30 | Noruega    | 26–29     | Brasil    | Unity Arena, Bærum Público: 7,917 Árbitros: K. Gasmi, R. Gasmi |
| 15 de Janeiro de 2025 16:30 | Grøndahl 6 | (14–12)   | Langaro 8 | Unity Arena, Bærum Público: 7,917 Árbitros: K. Gasmi, R. Gasmi |
| 15 de Janeiro de 2025 16:30 | 1×         | Relatório | 7×        | Unity Arena, Bærum Público: 7,917 Árbitros: K. Gasmi, R. Gasmi |

| 17 de Janeiro de 2025 14:00 | Portugal   | 30–26     | Brasil            | Unity Arena, Bærum Público: 5,762 Árbitros: Bíró, Kiss |
| 17 de Janeiro de 2025 14:00 | M. Costa 9 | (12–15)   | Dupoux, Langaro 5 | Unity Arena, Bærum Público: 5,762 Árbitros: Bíró, Kiss |
| 17 de Janeiro de 2025 14:00 | 3×         | Relatório | 4×                | Unity Arena, Bærum Público: 5,762 Árbitros: Bíró, Kiss |

| 17 de Janeiro de 2025 16:30 | Estados Unidos | 17–33     | Noruega | Unity Arena, Bærum Público: 9,482 Árbitros: Jovandić, Sekulić |
| 17 de Janeiro de 2025 16:30 | Strömberg 4    | (7–13)    | Lyse 6  | Unity Arena, Bærum Público: 9,482 Árbitros: Jovandić, Sekulić |
| 17 de Janeiro de 2025 16:30 | 2× 1×          | Relatório | 4×      | Unity Arena, Bærum Público: 9,482 Árbitros: Jovandić, Sekulić |

| 19 de Janeiro de 2025 14:00 | Brasil      | 31–24     | Estados Unidos | Unity Arena, Bærum Público: 7,827 Árbitros: Bolic, Hurich |
| 19 de Janeiro de 2025 14:00 | Hackbarth 8 | (10–12)   | Strömberg 6    | Unity Arena, Bærum Público: 7,827 Árbitros: Bolic, Hurich |
| 19 de Janeiro de 2025 14:00 | 2×          | Relatório | 4× 1×          | Unity Arena, Bærum Público: 7,827 Árbitros: Bolic, Hurich |

| 19 de Janeiro de 2025 16:30 | Noruega | 28–31     | Portugal          | Unity Arena, Bærum Público: 11,345 Árbitros: Lah, Sok |
| 19 de Janeiro de 2025 16:30 | Lyse 9  | (13–14)   | F. Costa, Frade 6 | Unity Arena, Bærum Público: 11,345 Árbitros: Lah, Sok |
| 19 de Janeiro de 2025 16:30 | 1×      | Relatório | 2× 1×             | Unity Arena, Bærum Público: 11,345 Árbitros: Lah, Sok |

### Grupo F
| Pos | Equipe  | Pts | J | V | E | D | GP  | GC  | SG  |
| --- | ------- | --- | - | - | - | - | --- | --- | --- |
| 1   | Suécia  | 5   | 3 | 2 | 1 | 0 | 110 | 80  | +30 |
| 2   | Espanha | 5   | 3 | 2 | 1 | 0 | 99  | 71  | +28 |
| 3   | Chile   | 2   | 3 | 1 | 0 | 2 | 83  | 99  | −16 |
| 4   | Japão   | 0   | 3 | 0 | 0 | 3 | 67  | 109 | −42 |

| 16 de Janeiro de 2025 14:00 | Espanha     | 31–22     | Chile                 | Unity Arena, Bærum Público: 644 Árbitros: Bolic, Hurich |
| 16 de Janeiro de 2025 14:00 | Fernández 5 | (17–13)   | Feuchtmann, Salinas 5 | Unity Arena, Bærum Público: 644 Árbitros: Bolic, Hurich |
| 16 de Janeiro de 2025 14:00 | 2×          | Relatório | 1×                    | Unity Arena, Bærum Público: 644 Árbitros: Bolic, Hurich |

| 16 de Janeiro de 2025 16:30 | Suécia        | 39–21     | Japão           | Unity Arena, Bærum Público: 1,685 Árbitros: Lah, Sok |
| 16 de Janeiro de 2025 16:30 | Carlsbogård 8 | (17–13)   | Yano, Yoshino 4 | Unity Arena, Bærum Público: 1,685 Árbitros: Lah, Sok |
| 16 de Janeiro de 2025 16:30 | 2× 1×         | Relatório | 3× 1×           | Unity Arena, Bærum Público: 1,685 Árbitros: Lah, Sok |

| 18 de Janeiro de 2025 14:00 | Espanha  | 39–20     | Japão    | Unity Arena, Bærum Público: 2,880 Árbitros: K. Gasmi, R. Gasmi |
| 18 de Janeiro de 2025 14:00 | Serdio 7 | (20–11)   | Nakata 4 | Unity Arena, Bærum Público: 2,880 Árbitros: K. Gasmi, R. Gasmi |
| 18 de Janeiro de 2025 14:00 | 7× 1×    | Relatório | 4× 2×    | Unity Arena, Bærum Público: 2,880 Árbitros: K. Gasmi, R. Gasmi |

| 18 de Janeiro de 2025 16:30 | Chile        | 30–42     | Suécia    | Unity Arena, Bærum Público: 4,256 Árbitros: Lovin, Stancu |
| 18 de Janeiro de 2025 16:30 | Feuchtmann 7 | (19–20)   | Möller 10 | Unity Arena, Bærum Público: 4,256 Árbitros: Lovin, Stancu |
| 18 de Janeiro de 2025 16:30 | 4× 2×        | Relatório | 2× 1×     | Unity Arena, Bærum Público: 4,256 Árbitros: Lovin, Stancu |

| 20 de Janeiro de 2025 14:00 | Japão    | 26–31     | Chile        | Unity Arena, Bærum Público: 1,289 Árbitros: Jovandić, Sekulić |
| 20 de Janeiro de 2025 14:00 | Nakata 6 | (11–14)   | Feuchtmann 9 | Unity Arena, Bærum Público: 1,289 Árbitros: Jovandić, Sekulić |
| 20 de Janeiro de 2025 14:00 | 4×       | Relatório | 6×           | Unity Arena, Bærum Público: 1,289 Árbitros: Jovandić, Sekulić |

| 20 de Janeiro de 2025 16:30 | Suécia      | 29–29     | Espanha | Unity Arena, Bærum Público: 2,446 Árbitros: Bíró, Kiss |
| 20 de Janeiro de 2025 16:30 | Lagergren 9 | (16–11)   | Solé 7  | Unity Arena, Bærum Público: 2,446 Árbitros: Bíró, Kiss |
| 20 de Janeiro de 2025 16:30 | 3×          | Relatório | 1×      | Unity Arena, Bærum Público: 2,446 Árbitros: Bíró, Kiss |

### Grupo G
| Pos | Equipe     | Pts | J | V | E | D | GP | GC  | SG  |
| --- | ---------- | --- | - | - | - | - | -- | --- | --- |
| 1   | Islândia   | 6   | 3 | 3 | 0 | 0 | 97 | 58  | +39 |
| 2   | Eslovênia  | 4   | 3 | 2 | 0 | 1 | 95 | 66  | +29 |
| 3   | Cabo Verde | 2   | 3 | 1 | 0 | 2 | 83 | 98  | −15 |
| 4   | Cuba       | 0   | 3 | 0 | 0 | 3 | 66 | 119 | −53 |

| 16 de Janeiro de 2025 14:00 | Eslovênia | 41–19  | Cuba     | Arena Zagreb, Zagreb Público: 1,200 Árbitros: Belkhiri, Hamidi |
| 16 de Janeiro de 2025 14:00 | Vlah 8    | (18–9) | García 4 | Arena Zagreb, Zagreb Público: 1,200 Árbitros: Belkhiri, Hamidi |
| 16 de Janeiro de 2025 14:00 | Relatório |        |          | Arena Zagreb, Zagreb Público: 1,200 Árbitros: Belkhiri, Hamidi |

| 16 de Janeiro de 2025 16:30 | Islândia      | 34–21     | Cabo Verde | Arena Zagreb, Zagreb Público: 850 Árbitros: A. Covalciuc, I. Covalciuc |
| 16 de Janeiro de 2025 16:30 | Thorkelsson 8 | (18–8)    | Pina 5     | Arena Zagreb, Zagreb Público: 850 Árbitros: A. Covalciuc, I. Covalciuc |
| 16 de Janeiro de 2025 16:30 | 3× 1×         | Relatório | 2×         | Arena Zagreb, Zagreb Público: 850 Árbitros: A. Covalciuc, I. Covalciuc |

| 18 de Janeiro de 2025 14:00 | Cabo Verde | 24–36     | Eslovênia | Arena Zagreb, Zagreb Público: 2,150 Árbitros: Lemes, Sosa |
| 18 de Janeiro de 2025 14:00 | Pina 6     | (12–18)   | Vlah 8    | Arena Zagreb, Zagreb Público: 2,150 Árbitros: Lemes, Sosa |
| 18 de Janeiro de 2025 14:00 | 5×         | Relatório | 3× 1×     | Arena Zagreb, Zagreb Público: 2,150 Árbitros: Lemes, Sosa |

| 18 de Janeiro de 2025 16:30 | Islândia                             | 40–19     | Cuba      | Arena Zagreb, Zagreb Público: 1,250 Árbitros: Ah. Gheisarian, Am. Gheisarian |
| 18 de Janeiro de 2025 16:30 | Gunnarsson, Vidarsson, Thorkelsson 5 | (21–9)    | Cordies 5 | Arena Zagreb, Zagreb Público: 1,250 Árbitros: Ah. Gheisarian, Am. Gheisarian |
| 18 de Janeiro de 2025 16:30 | 1×                                   | Relatório | 4× 1×     | Arena Zagreb, Zagreb Público: 1,250 Árbitros: Ah. Gheisarian, Am. Gheisarian |

| 20 de Janeiro de 2025 14:00 | Cuba               | 28–38     | Cabo Verde | Arena Zagreb, Zagreb Público: 650 Árbitros: Budzák, Záhradník |
| 20 de Janeiro de 2025 14:00 | Cordies, Vázquez 7 | (14–20)   | Pereira 8  | Arena Zagreb, Zagreb Público: 650 Árbitros: Budzák, Záhradník |
| 20 de Janeiro de 2025 14:00 | 5×                 | Relatório | 1×         | Arena Zagreb, Zagreb Público: 650 Árbitros: Budzák, Záhradník |

| 20 de Janeiro de 2025 16:30 | Eslovênia | 18–23     | Islândia       | Arena Zagreb, Zagreb Público: 3,400 Árbitros: García, Marín |
| 20 de Janeiro de 2025 16:30 | Janc 4    | (8–14)    | Kristjánsson 7 | Arena Zagreb, Zagreb Público: 3,400 Árbitros: García, Marín |
| 20 de Janeiro de 2025 16:30 | 5× 2×     | Relatório | 9× 2×          | Arena Zagreb, Zagreb Público: 3,400 Árbitros: García, Marín |

### Grupo H
| Pos | Equipe    | Pts | J | V | E | D | GP  | GC | SG  |
| --- | --------- | --- | - | - | - | - | --- | -- | --- |
| 1   | Egito     | 6   | 3 | 3 | 0 | 0 | 102 | 73 | +29 |
| 2   | Croácia   | 4   | 3 | 2 | 0 | 1 | 93  | 68 | +25 |
| 3   | Argentina | 2   | 3 | 1 | 0 | 2 | 69  | 97 | −28 |
| 4   | Bahrein   | 0   | 3 | 0 | 0 | 3 | 71  | 97 | −26 |

| 15 de Janeiro de 2025 14:00 | Egito   | 39–25     | Argentina     | Arena Zagreb, Zagreb Público: 2,100 Árbitros: Kleven, Jørum |
| 15 de Janeiro de 2025 14:00 | Sanad 6 | (21–11)   | Moscariello 7 | Arena Zagreb, Zagreb Público: 2,100 Árbitros: Kleven, Jørum |
| 15 de Janeiro de 2025 14:00 | 2×      | Relatório | 3× 2×         | Arena Zagreb, Zagreb Público: 2,100 Árbitros: Kleven, Jørum |

| 15 de Janeiro de 2025 16:30 | Croácia    | 36–22     | Bahrein | Arena Zagreb, Zagreb Público: 10,500 Árbitros: Schulze, Tönnies |
| 15 de Janeiro de 2025 16:30 | Šoštarić 8 | (17–9)    | Eid 6   | Arena Zagreb, Zagreb Público: 10,500 Árbitros: Schulze, Tönnies |
| 15 de Janeiro de 2025 16:30 | 4×         | Relatório | 2×      | Arena Zagreb, Zagreb Público: 10,500 Árbitros: Schulze, Tönnies |

| 17 de Janeiro de 2025 14:00 | Bahrein   | 24–35     | Egito     | Arena Zagreb, Zagreb Público: 2,150 Árbitros: García, Marín |
| 17 de Janeiro de 2025 14:00 | Mohamed 8 | (11–16)   | Ramadan 5 | Arena Zagreb, Zagreb Público: 2,150 Árbitros: García, Marín |
| 17 de Janeiro de 2025 14:00 | 1×        | Relatório | 2×        | Arena Zagreb, Zagreb Público: 2,150 Árbitros: García, Marín |

| 17 de Janeiro de 2025 16:30 | Croácia         | 33–18     | Argentina  | Arena Zagreb, Zagreb Público: 15,650 Árbitros: Kurtagic, Wetterwik |
| 17 de Janeiro de 2025 16:30 | Glavaš, Šipić 5 | (18–7)    | Martínez 3 | Arena Zagreb, Zagreb Público: 15,650 Árbitros: Kurtagic, Wetterwik |
| 17 de Janeiro de 2025 16:30 | 1× 2×           | Relatório | 3× 1×      | Arena Zagreb, Zagreb Público: 15,650 Árbitros: Kurtagic, Wetterwik |

| 19 de Janeiro de 2025 14:00 | Argentina   | 26–25     | Bahrein | Arena Zagreb, Zagreb Público: 2,750 Árbitros: Hansen, Madsen |
| 19 de Janeiro de 2025 14:00 | Martínez 10 | (16–11)   | Habib 6 | Arena Zagreb, Zagreb Público: 2,750 Árbitros: Hansen, Madsen |
| 19 de Janeiro de 2025 14:00 | 2× 1×       | Relatório | 2×      | Arena Zagreb, Zagreb Público: 2,750 Árbitros: Hansen, Madsen |

| 19 de Janeiro de 2025 16:30 | Egito  | 28–24     | Croácia      | Arena Zagreb, Zagreb Público: 15,600 Árbitros: Horáček, Novotný |
| 19 de Janeiro de 2025 16:30 | Omar 6 | (14–11)   | Martinović 6 | Arena Zagreb, Zagreb Público: 15,600 Árbitros: Horáček, Novotný |
| 19 de Janeiro de 2025 16:30 | 7× 1×  | Relatório | 2×           | Arena Zagreb, Zagreb Público: 15,600 Árbitros: Horáček, Novotný |

## Copa do Presidente
|  | Disputam o jogo de classificação para 25° e 26° lugares |
|  | Disputam o jogo de classificação para 27° e 28° lugares |
|  | Disputam o jogo de classificação para 29° e 30° lugares |
|  | Disputam o jogo de classificação para 31° e 32° lugares |

Critérios de desempate: 1) pontos; 2) confronto direto; 3) diferença de gols no confronto direto; 4) número de gols feitos no confronto direto; 5) diferença de gols.

### Grupo I
| Pos | Equipe  | Pts | J | V | E | D | GP  | GC | SG  |
| --- | ------- | --- | - | - | - | - | --- | -- | --- |
| 1   | Polônia | 6   | 3 | 3 | 0 | 0 | 120 | 92 | +28 |
| 2   | Kuwait  | 4   | 3 | 2 | 0 | 1 | 96  | 97 | −1  |
| 3   | Argélia | 2   | 3 | 1 | 0 | 2 | 95  | 99 | −4  |
| 4   | Guiné   | 0   | 3 | 0 | 0 | 3 | 75  | 98 | −23 |

| 21 de Janeiro de 2025 11:30 | Kuwait      | 26–24     | Guiné   | Žatika Sport Centre, Poreč Público: 154 Árbitros: García, Paolantoni |
| 21 de Janeiro de 2025 11:30 | Al-Dawani 8 | (15–11)   | Lebon 7 | Žatika Sport Centre, Poreč Público: 154 Árbitros: García, Paolantoni |
| 21 de Janeiro de 2025 11:30 | 1×          | Relatório | 3× 1×   | Žatika Sport Centre, Poreč Público: 154 Árbitros: García, Paolantoni |

| 21 de Janeiro de 2025 14:00 | Polônia       | 38–32     | Argélia                     | Žatika Sport Centre, Poreč Público: 168 Árbitros: Lemes, Sosa |
| 21 de Janeiro de 2025 14:00 | Jędraszczyk 8 | (19–14)   | Berkous, Bouadjadja, Abdi 6 | Žatika Sport Centre, Poreč Público: 168 Árbitros: Lemes, Sosa |
| 21 de Janeiro de 2025 14:00 | 2×            | Relatório | 2× 1×                       | Žatika Sport Centre, Poreč Público: 168 Árbitros: Lemes, Sosa |

| 23 de Janeiro de 2025 11:30 | Argélia      | 32–23     | Guiné     | Žatika Sport Centre, Poreč Público: 72 Árbitros: García, Paolantoni |
| 23 de Janeiro de 2025 11:30 | Khermouche 7 | (14–9)    | Pasquet 5 | Žatika Sport Centre, Poreč Público: 72 Árbitros: García, Paolantoni |
| 23 de Janeiro de 2025 11:30 | 2×           | Relatório | 3×        | Žatika Sport Centre, Poreč Público: 72 Árbitros: García, Paolantoni |

| 23 de Janeiro de 2025 14:00 | Polônia   | 42–32     | Kuwait      | Žatika Sport Centre, Poreč Público: 125 Árbitros: Ah. Gheisarian, Am. Gheisarian |
| 23 de Janeiro de 2025 14:00 | Paterek 9 | (21–15)   | Al-Dawani 8 | Žatika Sport Centre, Poreč Público: 125 Árbitros: Ah. Gheisarian, Am. Gheisarian |
| 23 de Janeiro de 2025 14:00 | 4× 1×     | Relatório | 3×          | Žatika Sport Centre, Poreč Público: 125 Árbitros: Ah. Gheisarian, Am. Gheisarian |

| 25 de Janeiro de 2025 11:30 | Argélia  | 31–38     | Kuwait       | Žatika Sport Centre, Poreč Público: 234 Árbitros: Lemes, Sosa |
| 25 de Janeiro de 2025 11:30 | Saker 10 | (14–18)   | Al-Dawani 13 | Žatika Sport Centre, Poreč Público: 234 Árbitros: Lemes, Sosa |
| 25 de Janeiro de 2025 11:30 | 3× 1×    | Relatório | 3× 1×        | Žatika Sport Centre, Poreč Público: 234 Árbitros: Lemes, Sosa |

| 25 de Janeiro de 2025 14:00 | Guiné     | 28–40     | Polônia      | Žatika Sport Centre, Poreč Público: 356 Árbitros: Bolic, Hurich |
| 25 de Janeiro de 2025 14:00 | Pasquet 8 | (13–21)   | Czapliński 7 | Žatika Sport Centre, Poreč Público: 356 Árbitros: Bolic, Hurich |
| 25 de Janeiro de 2025 14:00 | 1×        | Relatório | 4×           | Žatika Sport Centre, Poreč Público: 356 Árbitros: Bolic, Hurich |

### Grupo II
| Pos | Equipe         | Pts | J | V | E | D | GP | GC | SG  |
| --- | -------------- | --- | - | - | - | - | -- | -- | --- |
| 1   | Estados Unidos | 6   | 3 | 3 | 0 | 0 | 84 | 79 | +5  |
| 2   | Japão          | 4   | 3 | 2 | 0 | 1 | 88 | 77 | +11 |
| 3   | Bahrein        | 2   | 3 | 1 | 0 | 2 | 94 | 87 | +7  |
| 4   | Cuba           | 0   | 3 | 0 | 0 | 3 | 75 | 98 | −23 |

| 22 de Janeiro de 2025 11:30 | Cuba                        | 26–39     | Bahrein      | Žatika Sport Centre, Poreč Público: 88 Árbitros: Ah. Gheisarian, Am. Gheisarian |
| 22 de Janeiro de 2025 11:30 | Almeida, Ramos, D. García 4 | (12–17)   | Al-Zaimoor 6 | Žatika Sport Centre, Poreč Público: 88 Árbitros: Ah. Gheisarian, Am. Gheisarian |
| 22 de Janeiro de 2025 11:30 | 3×                          | Relatório | 2×           | Žatika Sport Centre, Poreč Público: 88 Árbitros: Ah. Gheisarian, Am. Gheisarian |

| 22 de Janeiro de 2025 14:00 | Estados Unidos       | 27–25     | Japão     | Žatika Sport Centre, Poreč Público: 104 Árbitros: Bolic, Hurich |
| 22 de Janeiro de 2025 14:00 | Corning, Hoddersen 7 | (15–13)   | Yoshino 8 | Žatika Sport Centre, Poreč Público: 104 Árbitros: Bolic, Hurich |
| 22 de Janeiro de 2025 14:00 | 3×                   | Relatório | 3×        | Žatika Sport Centre, Poreč Público: 104 Árbitros: Bolic, Hurich |

| 24 de Janeiro de 2025 11:30 | Japão     | 31–27     | Bahrein   | Žatika Sport Centre, Poreč Público: 150 Árbitros: Mikelić, Parađina |
| 24 de Janeiro de 2025 11:30 | Yoshino 6 | (13–13)   | Mohamed 6 | Žatika Sport Centre, Poreč Público: 150 Árbitros: Mikelić, Parađina |
| 24 de Janeiro de 2025 11:30 | 3× 1×     | Relatório | 3×        | Žatika Sport Centre, Poreč Público: 150 Árbitros: Mikelić, Parađina |

| 24 de Janeiro de 2025 14:00 | Estados Unidos | 27–26     | Cuba        | Žatika Sport Centre, Poreč Público: 211 Árbitros: Lemes, Sosa |
| 24 de Janeiro de 2025 14:00 | Hoddersen 7    | (14–15)   | D. García 8 | Žatika Sport Centre, Poreč Público: 211 Árbitros: Lemes, Sosa |
| 24 de Janeiro de 2025 14:00 | 3× 1×          | Relatório | 7×          | Žatika Sport Centre, Poreč Público: 211 Árbitros: Lemes, Sosa |

| 26 de Janeiro de 2025 11:30 | Japão   | 32–23     | Cuba        | Žatika Sport Centre, Poreč Público: 210 Árbitros: Ah. Gheisarian, Am. Gheisarian |
| 26 de Janeiro de 2025 11:30 | Arase 7 | (14–11)   | Rodríguez 8 | Žatika Sport Centre, Poreč Público: 210 Árbitros: Ah. Gheisarian, Am. Gheisarian |
| 26 de Janeiro de 2025 11:30 | 4×      | Relatório | 3×          | Žatika Sport Centre, Poreč Público: 210 Árbitros: Ah. Gheisarian, Am. Gheisarian |

| 26 de Janeiro de 2025 14:00 | Bahrein  | 28–30     | Estados Unidos       | Žatika Sport Centre, Poreč Público: 317 Árbitros: García, Paolantoni |
| 26 de Janeiro de 2025 14:00 | Qambar 8 | (14–15)   | Corning, Hoddersen 7 | Žatika Sport Centre, Poreč Público: 317 Árbitros: García, Paolantoni |
| 26 de Janeiro de 2025 14:00 | 4× 1×    | Relatório | 2×                   | Žatika Sport Centre, Poreč Público: 317 Árbitros: García, Paolantoni |

### Decisão do 31º lugar
| 28 de Janeiro de 2025 09:00 | Guiné                   | 33–31 (Pro) | Cuba         | Žatika Sport Centre, Poreč Público: 91 Árbitros: Bolic, Hurich |
| 28 de Janeiro de 2025 09:00 | Lebon 8                 | (16–16)     | Rodríguez 10 | Žatika Sport Centre, Poreč Público: 91 Árbitros: Bolic, Hurich |
| 28 de Janeiro de 2025 09:00 | 2×                      | Relatório   | 1×           | Žatika Sport Centre, Poreč Público: 91 Árbitros: Bolic, Hurich |
| 28 de Janeiro de 2025 09:00 | 2T: 28–28 Pro: Pen: 5–3 |             |              | Žatika Sport Centre, Poreč Público: 91 Árbitros: Bolic, Hurich |

### Decisão do 29º lugar
| 28 de Janeiro de 2025 11:30 | Argélia                               | 26–29     | Bahrein   | Žatika Sport Centre, Poreč Público: 110 Árbitros: Lemes, Sosa |
| 28 de Janeiro de 2025 11:30 | Naim, Saker, Bouadjadja, Khermouche 4 | (18–17)   | Mohamed 9 | Žatika Sport Centre, Poreč Público: 110 Árbitros: Lemes, Sosa |
| 28 de Janeiro de 2025 11:30 | 1×                                    | Relatório | 1×        | Žatika Sport Centre, Poreč Público: 110 Árbitros: Lemes, Sosa |

### Decisão do 27º lugar
| 28 de Janeiro de 2025 14:00 | Kuwait      | 37–32     | Japão               | Žatika Sport Centre, Poreč Público: 65 Árbitros: García, Paolantoni |
| 28 de Janeiro de 2025 14:00 | Al-Dawani 8 | (17–16)   | Fujisaka, Yoshino 6 | Žatika Sport Centre, Poreč Público: 65 Árbitros: García, Paolantoni |
| 28 de Janeiro de 2025 14:00 | 2× 1×       | Relatório | 1×                  | Žatika Sport Centre, Poreč Público: 65 Árbitros: García, Paolantoni |

### Decisão do 25º lugar
| 28 de Janeiro de 2025 16:30 | Polônia                 | 24–22 (Pro) | Estados Unidos | Žatika Sport Centre, Poreč Público: 120 Árbitros: Belkhiri, Hamidi |
| 28 de Janeiro de 2025 16:30 | Jędraszczyk 4           | (11–13)     | Fofana 5       | Žatika Sport Centre, Poreč Público: 120 Árbitros: Belkhiri, Hamidi |
| 28 de Janeiro de 2025 16:30 | 2× 1×                   | Relatório   | 3×             | Žatika Sport Centre, Poreč Público: 120 Árbitros: Belkhiri, Hamidi |
| 28 de Janeiro de 2025 16:30 | 2T: 21–21 Pro: Pen: 3–1 |             |                | Žatika Sport Centre, Poreč Público: 120 Árbitros: Belkhiri, Hamidi |

## Fase Principal
Os pontos obtidos contra outras equipes na fase preliminar do mesmo grupo são válidos para esta fase.
|  | Classificados para Quartas de Final |

Critérios de desempate: 1) pontos; 2) confronto direto; 3) diferença de gols no confronto direto; 4) número de gols feitos no confronto direto; 5) diferença de gols.

### Grupo I
| Pos | Equipe    | Pts | J | V | E | D | GP  | GC  | SG  |
| --- | --------- | --- | - | - | - | - | --- | --- | --- |
| 1   | Dinamarca | 10  | 5 | 5 | 0 | 0 | 178 | 121 | +57 |
| 2   | Alemanha  | 8   | 5 | 4 | 0 | 1 | 155 | 137 | +18 |
| 3   | Suíça     | 5   | 5 | 2 | 1 | 2 | 144 | 138 | +6  |
| 4   | Itália    | 4   | 5 | 2 | 0 | 3 | 129 | 149 | −20 |
| 5   | Chéquia   | 3   | 5 | 1 | 1 | 3 | 111 | 125 | −14 |
| 6   | Tunísia   | 0   | 5 | 0 | 0 | 5 | 117 | 164 | −47 |

| 21 de Janeiro de 2025 11:30 | Suíça          | 37–26     | Tunísia  | Jyske Bank Boxen, Herning Público: 4,040 Árbitros: Mikelić, Parađina |
| 21 de Janeiro de 2025 11:30 | Maros, Rubin 7 | (20–11)   | Jbeli 11 | Jyske Bank Boxen, Herning Público: 4,040 Árbitros: Mikelić, Parađina |
| 21 de Janeiro de 2025 11:30 | 5× 1×          | Relatório | 5×       | Jyske Bank Boxen, Herning Público: 4,040 Árbitros: Mikelić, Parađina |

| 21 de Janeiro de 2025 14:00 | Chéquia | 18–25     | Itália     | Jyske Bank Boxen, Herning Público: 10,601 Árbitros: K. Gasmi, R. Gasmi |
| 21 de Janeiro de 2025 14:00 | Solák 5 | (9–14)    | Parisini 5 | Jyske Bank Boxen, Herning Público: 10,601 Árbitros: K. Gasmi, R. Gasmi |
| 21 de Janeiro de 2025 14:00 | 2×      | Relatório | 4×         | Jyske Bank Boxen, Herning Público: 10,601 Árbitros: K. Gasmi, R. Gasmi |

| 21 de Janeiro de 2025 16:30 | Dinamarca | 40–30     | Alemanha            | Jyske Bank Boxen, Herning Público: 14,466 Árbitros: Nachevski, Nikolov |
| 21 de Janeiro de 2025 16:30 | Gidsel 10 | (24–18)   | Kastening, Köster 6 | Jyske Bank Boxen, Herning Público: 14,466 Árbitros: Nachevski, Nikolov |
| 21 de Janeiro de 2025 16:30 | 2× 1×     | Relatório | 4×                  | Jyske Bank Boxen, Herning Público: 14,466 Árbitros: Nachevski, Nikolov |

| 23 de Janeiro de 2025 11:30 | Tunísia        | 26–32     | Chéquia     | Jyske Bank Boxen, Herning Público: 4,121 Árbitros: Lovin, Stancu |
| 23 de Janeiro de 2025 11:30 | Ben Abdallah 9 | (12–19)   | Mořkovský 6 | Jyske Bank Boxen, Herning Público: 4,121 Árbitros: Lovin, Stancu |
| 23 de Janeiro de 2025 11:30 | 4× 1×          | Relatório | 8× 1×       | Jyske Bank Boxen, Herning Público: 4,121 Árbitros: Lovin, Stancu |

| 23 de Janeiro de 2025 14:00 | Itália     | 27–34     | Alemanha    | Jyske Bank Boxen, Herning Público: 11,399 Árbitros: Bíró, Kiss |
| 23 de Janeiro de 2025 14:00 | Prantner 8 | (13–15)   | Kastening 6 | Jyske Bank Boxen, Herning Público: 11,399 Árbitros: Bíró, Kiss |
| 23 de Janeiro de 2025 14:00 | 3×         | Relatório | 3× 1×       | Jyske Bank Boxen, Herning Público: 11,399 Árbitros: Bíró, Kiss |

| 23 de Janeiro de 2025 16:30 | Dinamarca   | 39–28     | Suíça             | Jyske Bank Boxen, Herning Público: 14,644 Árbitros: Grillo, Lenci |
| 23 de Janeiro de 2025 16:30 | Andersson 8 | (18–11)   | Aellen, Leopold 5 | Jyske Bank Boxen, Herning Público: 14,644 Árbitros: Grillo, Lenci |
| 23 de Janeiro de 2025 16:30 | 1×          | Relatório | 3× 1×             | Jyske Bank Boxen, Herning Público: 14,644 Árbitros: Grillo, Lenci |

| 25 de Janeiro de 2025 11:30 | Itália     | 25–33     | Suíça   | Jyske Bank Boxen, Herning Público: 11,415 Árbitros: K. Gasmi, R. Gasmi |
| 25 de Janeiro de 2025 11:30 | Prantner 7 | (9–14)    | Rubin 9 | Jyske Bank Boxen, Herning Público: 11,415 Árbitros: K. Gasmi, R. Gasmi |
| 25 de Janeiro de 2025 11:30 | 4× 1×      | Relatório | 4× 1×   | Jyske Bank Boxen, Herning Público: 11,415 Árbitros: K. Gasmi, R. Gasmi |

| 25 de Janeiro de 2025 14:00 | Chéquia | 22–28     | Dinamarca | Jyske Bank Boxen, Herning Público: 14,773 Árbitros: Jovandić, Sekulić |
| 25 de Janeiro de 2025 14:00 | Bláha 5 | (10–12)   | Gidsel 10 | Jyske Bank Boxen, Herning Público: 14,773 Árbitros: Jovandić, Sekulić |
| 25 de Janeiro de 2025 14:00 | 4× 1×   | Relatório | 1×        | Jyske Bank Boxen, Herning Público: 14,773 Árbitros: Jovandić, Sekulić |

| 25 de Janeiro de 2025 16:30 | Alemanha | 31–19     | Tunísia  | Jyske Bank Boxen, Herning Público: 6,534 Árbitros: Grillo, Lenci |
| 25 de Janeiro de 2025 16:30 | Grgić 11 | (18–8)    | Zariat 4 | Jyske Bank Boxen, Herning Público: 6,534 Árbitros: Grillo, Lenci |
| 25 de Janeiro de 2025 16:30 | 1×       | Relatório | 3×       | Jyske Bank Boxen, Herning Público: 6,534 Árbitros: Grillo, Lenci |

### Grupo II
| Pos | Equipe             | Pts | J | V | E | D | GP  | GC  | SG  |
| --- | ------------------ | --- | - | - | - | - | --- | --- | --- |
| 1   | França             | 10  | 5 | 5 | 0 | 0 | 176 | 129 | +47 |
| 2   | Hungria            | 7   | 5 | 3 | 1 | 1 | 151 | 145 | +6  |
| 3   | Países Baixos      | 5   | 5 | 2 | 1 | 2 | 172 | 177 | −5  |
| 4   | Macedônia do Norte | 4   | 5 | 1 | 2 | 2 | 152 | 159 | −7  |
| 5   | Áustria            | 4   | 5 | 1 | 2 | 2 | 147 | 156 | −9  |
| 6   | Catar              | 0   | 5 | 0 | 0 | 5 | 139 | 171 | −32 |

| 21 de Janeiro de 2025 11:30 | Áustria   | 29–29     | Macedônia do Norte | Varaždin Arena, Varaždin Público: 1,000 Árbitros: Horáček, Novotný |
| 21 de Janeiro de 2025 11:30 | Hutecek 6 | (14–13)   | Mitev 6            | Varaždin Arena, Varaždin Público: 1,000 Árbitros: Horáček, Novotný |
| 21 de Janeiro de 2025 11:30 | 3×        | Relatório | 1×                 | Varaždin Arena, Varaždin Público: 1,000 Árbitros: Horáček, Novotný |

| 21 de Janeiro de 2025 14:00 | Catar    | 37–38     | Países Baixos | Varaždin Arena, Varaždin Público: 1,500 Árbitros: Kurtagic, Wetterwik |
| 21 de Janeiro de 2025 14:00 | Carol 11 | (19–17)   | Baijens 9     | Varaždin Arena, Varaždin Público: 1,500 Árbitros: Kurtagic, Wetterwik |
| 21 de Janeiro de 2025 14:00 | 5× 2× 1× | Relatório | 2× 1×         | Varaždin Arena, Varaždin Público: 1,500 Árbitros: Kurtagic, Wetterwik |

| 21 de Janeiro de 2025 17:00 | Hungria | 30–37     | França | Varaždin Arena, Varaždin Público: 1,500 Árbitros: Schulze, Tönnies |
| 21 de Janeiro de 2025 17:00 | Lékai 5 | (15–23)   | Mem 6  | Varaždin Arena, Varaždin Público: 1,500 Árbitros: Schulze, Tönnies |
| 21 de Janeiro de 2025 17:00 | 5× 1×   | Relatório | 1×     | Varaždin Arena, Varaždin Público: 1,500 Árbitros: Schulze, Tönnies |

| 23 de Janeiro de 2025 11:30 | Macedônia do Norte       | 39–34     | Catar    | Varaždin Arena, Varaždin Público: 500 Árbitros: García, Marín |
| 23 de Janeiro de 2025 11:30 | Kuzmanovski, Peshevski 6 | (21–17)   | Marzo 12 | Varaždin Arena, Varaždin Público: 500 Árbitros: García, Marín |
| 23 de Janeiro de 2025 11:30 | 5× 1×                    | Relatório | 6× 1×    | Varaždin Arena, Varaždin Público: 500 Árbitros: García, Marín |

| 23 de Janeiro de 2025 14:00 | Países Baixos | 28–35     | França            | Varaždin Arena, Varaždin Público: 2,000 Árbitros: Álvarez, Bustamante |
| 23 de Janeiro de 2025 14:00 | Baijens 6     | (13–19)   | Mem, Richardson 7 | Varaždin Arena, Varaždin Público: 2,000 Árbitros: Álvarez, Bustamante |
| 23 de Janeiro de 2025 14:00 | 2× 1×         | Relatório | 4× 1×             | Varaždin Arena, Varaždin Público: 2,000 Árbitros: Álvarez, Bustamante |

| 23 de Janeiro de 2025 16:30 | Hungria             | 29–26     | Áustria   | Varaždin Arena, Varaždin Público: 2,600 Árbitros: Kurtagic, Wetterwik |
| 23 de Janeiro de 2025 16:30 | Rodríguez Álvarez 8 | (12–13)   | Frimmel 6 | Varaždin Arena, Varaždin Público: 2,600 Árbitros: Kurtagic, Wetterwik |
| 23 de Janeiro de 2025 16:30 | 3×                  | Relatório | 3× 1×     | Varaždin Arena, Varaždin Público: 2,600 Árbitros: Kurtagic, Wetterwik |

| 25 de Janeiro de 2025 11:30 | Países Baixos | 37–37     | Áustria           | Varaždin Arena, Varaždin Público: 1,000 Árbitros: Hansen, Madsen |
| 25 de Janeiro de 2025 11:30 | Steins 7      | (19–17)   | Frimmel, Wagner 7 | Varaždin Arena, Varaždin Público: 1,000 Árbitros: Hansen, Madsen |
| 25 de Janeiro de 2025 11:30 | 1×            | Relatório | 2×                | Varaždin Arena, Varaždin Público: 1,000 Árbitros: Hansen, Madsen |

| 25 de Janeiro de 2025 14:00 | Catar      | 23–29     | Hungria | Varaždin Arena, Varaždin Público: 2,200 Árbitros: Horáček, Novotný |
| 25 de Janeiro de 2025 14:00 | Marković 6 | (12–12)   | Imre 9  | Varaždin Arena, Varaždin Público: 2,200 Árbitros: Horáček, Novotný |
| 25 de Janeiro de 2025 14:00 | 7×         | Relatório | 3×      | Varaždin Arena, Varaždin Público: 2,200 Árbitros: Horáček, Novotný |

| 25 de Janeiro de 2025 16:30 | França | 32–25     | Macedônia do Norte | Varaždin Arena, Varaždin Público: 2,300 Árbitros: Jørum, Kleven |
| 25 de Janeiro de 2025 16:30 | Mem 8  | (18–14)   | Kuzmanovski 8      | Varaždin Arena, Varaždin Público: 2,300 Árbitros: Jørum, Kleven |
| 25 de Janeiro de 2025 16:30 | 1×     | Relatório | 4×                 | Varaždin Arena, Varaždin Público: 2,300 Árbitros: Jørum, Kleven |

### Grupo III
| Pos | Equipe   | Pts | J | V | E | D | GP  | GC  | SG  |
| --- | -------- | --- | - | - | - | - | --- | --- | --- |
| 1   | Portugal | 9   | 5 | 4 | 1 | 0 | 179 | 148 | +31 |
| 2   | Brasil   | 8   | 5 | 4 | 0 | 1 | 136 | 129 | +7  |
| 3   | Noruega  | 6   | 5 | 3 | 0 | 2 | 147 | 130 | +17 |
| 4   | Suécia   | 4   | 5 | 1 | 2 | 2 | 156 | 152 | +4  |
| 5   | Espanha  | 3   | 5 | 1 | 1 | 3 | 138 | 137 | +1  |
| 6   | Chile    | 0   | 5 | 0 | 0 | 5 | 126 | 186 | −60 |

| 22 de Janeiro de 2025 11:30 | Brasil    | 28–24     | Chile        | Unity Arena, Bærum Público: 857 Árbitros: Pavićević, Ražnatović |
| 22 de Janeiro de 2025 11:30 | Langaro 8 | (13–10)   | E. Salinas 7 | Unity Arena, Bærum Público: 857 Árbitros: Pavićević, Ražnatović |
| 22 de Janeiro de 2025 11:30 | 2×        | Relatório | 4× 1×        | Unity Arena, Bærum Público: 857 Árbitros: Pavićević, Ražnatović |

| 22 de Janeiro de 2025 14:00 | Suécia      | 37–37     | Portugal | Unity Arena, Bærum Público: 3,813 Árbitros: Lah, Sok |
| 22 de Janeiro de 2025 14:00 | Lagergren 7 | (18–18)   | Frade 7  | Unity Arena, Bærum Público: 3,813 Árbitros: Lah, Sok |
| 22 de Janeiro de 2025 14:00 | 2× 1×       | Relatório | 3× 1×    | Unity Arena, Bærum Público: 3,813 Árbitros: Lah, Sok |

| 22 de Janeiro de 2025 16:30 | Noruega    | 25–24     | Espanha      | Unity Arena, Bærum Público: 5,508 Árbitros: A. Konjičanin, D. Konjičanin |
| 22 de Janeiro de 2025 16:30 | Grøndahl 7 | (10–13)   | Garciandia 6 | Unity Arena, Bærum Público: 5,508 Árbitros: A. Konjičanin, D. Konjičanin |
| 22 de Janeiro de 2025 16:30 | 2×         | Relatório | 2×           | Unity Arena, Bærum Público: 5,508 Árbitros: A. Konjičanin, D. Konjičanin |

| 24 de Janeiro de 2025 11:30 | Espanha     | 29–35     | Portugal   | Unity Arena, Bærum Público: 2,865 Árbitros: Nachevski, Nikolov |
| 24 de Janeiro de 2025 11:30 | Fernández 6 | (16–15)   | F. Costa 8 | Unity Arena, Bærum Público: 2,865 Árbitros: Nachevski, Nikolov |
| 24 de Janeiro de 2025 11:30 | 6× 1×       | Relatório | 4× 1×      | Unity Arena, Bærum Público: 2,865 Árbitros: Nachevski, Nikolov |

| 24 de Janeiro de 2025 14:00 | Suécia        | 24–27     | Brasil           | Unity Arena, Bærum Público: 5,831 Árbitros: A. Konjičanin, D. Konjičanin |
| 24 de Janeiro de 2025 14:00 | Carlsbogård 6 | (9–14)    | Langaro, Monte 4 | Unity Arena, Bærum Público: 5,831 Árbitros: A. Konjičanin, D. Konjičanin |
| 24 de Janeiro de 2025 14:00 | 1×            | Relatório | 3× 1×            | Unity Arena, Bærum Público: 5,831 Árbitros: A. Konjičanin, D. Konjičanin |

| 24 de Janeiro de 2025 16:30 | Chile        | 22–39     | Noruega | Unity Arena, Bærum Público: 7,809 Árbitros: A. Covalciuc, I. Covalciuc |
| 24 de Janeiro de 2025 16:30 | Feuchtmann 6 | (11–17)   | Lien 10 | Unity Arena, Bærum Público: 7,809 Árbitros: A. Covalciuc, I. Covalciuc |
| 24 de Janeiro de 2025 16:30 | 4× 1×        | Relatório | 3×      | Unity Arena, Bærum Público: 7,809 Árbitros: A. Covalciuc, I. Covalciuc |

| 26 de Janeiro de 2025 11:30 | Portugal   | 46–28     | Chile        | Unity Arena, Bærum Público: 1,924 Árbitros: A. Konjičanin, D. Konjičanin |
| 26 de Janeiro de 2025 11:30 | F. Costa 9 | (22–17)   | Feuchtmann 8 | Unity Arena, Bærum Público: 1,924 Árbitros: A. Konjičanin, D. Konjičanin |
| 26 de Janeiro de 2025 11:30 | 4×         | Relatório | 3× 1×        | Unity Arena, Bærum Público: 1,924 Árbitros: A. Konjičanin, D. Konjičanin |

| 26 de Janeiro de 2025 14:00 | Espanha             | 25–26     | Brasil      | Unity Arena, Bærum Público: 4,878 Árbitros: Lah, Sok |
| 26 de Janeiro de 2025 14:00 | P. Cikusa, Romero 4 | (13–14)   | Hackbarth 6 | Unity Arena, Bærum Público: 4,878 Árbitros: Lah, Sok |
| 26 de Janeiro de 2025 14:00 | 2× 1×               | Relatório | 3×          | Unity Arena, Bærum Público: 4,878 Árbitros: Lah, Sok |

| 26 de Janeiro de 2025 16:30 | Noruega | 29–24     | Suécia      | Unity Arena, Bærum Público: 7,844 Árbitros: Pavićević, Ražnatović |
| 26 de Janeiro de 2025 16:30 | Aar 9   | (16–11)   | Johansson 7 | Unity Arena, Bærum Público: 7,844 Árbitros: Pavićević, Ražnatović |
| 26 de Janeiro de 2025 16:30 | 5× 1×   | Relatório | 2×          | Unity Arena, Bærum Público: 7,844 Árbitros: Pavićević, Ražnatović |

### Grupo IV
| Pos | Equipe     | Pts | J | V | E | D | GP  | GC  | SG  |
| --- | ---------- | --- | - | - | - | - | --- | --- | --- |
| 1   | Croácia    | 8   | 5 | 4 | 0 | 1 | 162 | 122 | +40 |
| 2   | Egito      | 8   | 5 | 4 | 0 | 1 | 148 | 125 | +23 |
| 3   | Islândia   | 8   | 5 | 4 | 0 | 1 | 140 | 116 | +24 |
| 4   | Eslovênia  | 4   | 5 | 2 | 0 | 3 | 139 | 125 | +14 |
| 5   | Argentina  | 2   | 5 | 1 | 0 | 4 | 117 | 162 | −45 |
| 6   | Cabo Verde | 0   | 5 | 0 | 0 | 5 | 119 | 175 | −56 |

Desempate: Croácia 2 Pts, +2 SG | Egito 2 Pts, +1 SG | Islândia 2 Pts, −3 SG
| 22 de Janeiro de 2025 11:30 | Eslovênia | 34–23     | Argentina        | Arena Zagreb, Zagreb Público: 850 Árbitros: Belkhiri, Hamidi |
| 22 de Janeiro de 2025 11:30 | Kljun 5   | (15–8)    | Gull, Martínez 4 | Arena Zagreb, Zagreb Público: 850 Árbitros: Belkhiri, Hamidi |
| 22 de Janeiro de 2025 11:30 | 3×        | Relatório | 5× 1×            | Arena Zagreb, Zagreb Público: 850 Árbitros: Belkhiri, Hamidi |

| 22 de Janeiro de 2025 14:00 | Cabo Verde | 24–44     | Croácia    | Arena Zagreb, Zagreb Público: 8,450 Árbitros: Hansen, Madsen |
| 22 de Janeiro de 2025 14:00 | Pina 9     | (11–24)   | Šoštarić 9 | Arena Zagreb, Zagreb Público: 8,450 Árbitros: Hansen, Madsen |
| 22 de Janeiro de 2025 14:00 | 1×         | Relatório | 3× 1×      | Arena Zagreb, Zagreb Público: 8,450 Árbitros: Hansen, Madsen |

| 22 de Janeiro de 2025 16:30 | Egito  | 24–27     | Islândia       | Arena Zagreb, Zagreb Público: 4,350 Árbitros: Schulze, Tönnies |
| 22 de Janeiro de 2025 16:30 | Zein 8 | (9–13)    | Kristjánsson 9 | Arena Zagreb, Zagreb Público: 4,350 Árbitros: Schulze, Tönnies |
| 22 de Janeiro de 2025 16:30 | 2×     | Relatório | 4× 2×          | Arena Zagreb, Zagreb Público: 4,350 Árbitros: Schulze, Tönnies |

| 24 de Janeiro de 2025 11:30 | Argentina              | 30–26     | Cabo Verde | Arena Zagreb, Zagreb Público: 450 Árbitros: Kurtagic, Wetterwik |
| 24 de Janeiro de 2025 11:30 | Jung, Cangiani, Saco 5 | (14–14)   | Pina 10    | Arena Zagreb, Zagreb Público: 450 Árbitros: Kurtagic, Wetterwik |
| 24 de Janeiro de 2025 11:30 | 4× 1×                  | Relatório | 2×         | Arena Zagreb, Zagreb Público: 450 Árbitros: Kurtagic, Wetterwik |

| 24 de Janeiro de 2025 14:00 | Egito      | 26–25     | Eslovênia | Arena Zagreb, Zagreb Público: 5,250 Árbitros: Jørum, Kleven |
| 24 de Janeiro de 2025 14:00 | El-Deraa 6 | (16–14)   | Janc 8    | Arena Zagreb, Zagreb Público: 5,250 Árbitros: Jørum, Kleven |
| 24 de Janeiro de 2025 14:00 | 4×         | Relatório | 3× 1×     | Arena Zagreb, Zagreb Público: 5,250 Árbitros: Jørum, Kleven |

| 24 de Janeiro de 2025 16:30 | Croácia      | 32–26     | Islândia       | Arena Zagreb, Zagreb Público: 15,600 Árbitros: García, Marín |
| 24 de Janeiro de 2025 16:30 | Martinović 8 | (20–12)   | Kristjánsson 5 | Arena Zagreb, Zagreb Público: 15,600 Árbitros: García, Marín |
| 24 de Janeiro de 2025 16:30 | 1× 2×        | Relatório | 3× 1×          | Arena Zagreb, Zagreb Público: 15,600 Árbitros: García, Marín |

| 26 de Janeiro de 2025 11:30 | Islândia      | 30–21     | Argentina  | Arena Zagreb, Zagreb Público: 1,550 Árbitros: Belkhiri, Hamidi |
| 26 de Janeiro de 2025 11:30 | Ríkharðsson 7 | (15–10)   | Martínez 6 | Arena Zagreb, Zagreb Público: 1,550 Árbitros: Belkhiri, Hamidi |
| 26 de Janeiro de 2025 11:30 | 4×            | Relatório | 2× 1×      | Arena Zagreb, Zagreb Público: 1,550 Árbitros: Belkhiri, Hamidi |

| 26 de Janeiro de 2025 14:00 | Cabo Verde | 24–31     | Egito   | Arena Zagreb, Zagreb Público: 1,250 Árbitros: Álvarez, Bustamante |
| 26 de Janeiro de 2025 14:00 | Pina 6     | (13–14)   | Omar 11 | Arena Zagreb, Zagreb Público: 1,250 Árbitros: Álvarez, Bustamante |
| 26 de Janeiro de 2025 14:00 | 4×         | Relatório | 2×      | Arena Zagreb, Zagreb Público: 1,250 Árbitros: Álvarez, Bustamante |

| 26 de Janeiro de 2025 16:30 | Croácia                     | 29–26     | Eslovênia | Arena Zagreb, Zagreb Público: 15,600 Árbitros: Horáček, Novotný |
| 26 de Janeiro de 2025 16:30 | Martinović, Šipić, Glavaš 5 | (15–15)   | Vlah 5    | Arena Zagreb, Zagreb Público: 15,600 Árbitros: Horáček, Novotný |
| 26 de Janeiro de 2025 16:30 | 2×                          | Relatório | 4×        | Arena Zagreb, Zagreb Público: 15,600 Árbitros: Horáček, Novotný |

## Fase Final

### Chaveamento
|  | Quartas de Final | Quartas de Final |                |    | Semifinal      | Semifinal      |  |  | Final | Final |
|  |                  |                  |                |    |                |                |  |  |       |       |
|  | 28 de Janeiro    |                  |                |    |                |                |  |  |       |       |
|  |                  |                  |                |    |                |                |  |  |       |       |
|  | França           | 34               |                |    |                |                |  |  |       |       |
|  | França           | 34               | 30 de Janeiro  |    |                |                |  |  |       |       |
|  | Egito            | 33               |                |    |                |                |  |  |       |       |
|  | Egito            | 33               | França         | 28 |                |                |  |  |       |       |
|  | 28 de Janeiro    |                  | França         | 28 |                |                |  |  |       |       |
|  |                  | Croácia          | 31             |    |                |                |  |  |       |       |
|  | Croácia          | Croácia          | 31             | 31 |                |                |  |  |       |       |
|  | Croácia          |                  | 2 de Fevereiro | 31 |                |                |  |  |       |       |
|  | Hungria          | 30               |                |    |                |                |  |  |       |       |
|  | Hungria          | 30               | Croácia        | 26 |                |                |  |  |       |       |
|  | 29 de Janeiro    |                  | Croácia        | 26 |                |                |  |  |       |       |
|  |                  | Dinamarca        | 32             |    |                |                |  |  |       |       |
|  | Dinamarca        | Dinamarca        | 32             | 33 |                |                |  |  |       |       |
|  | Dinamarca        | 31 de Janeiro    |                | 33 |                |                |  |  |       |       |
|  | Brasil           | 21               |                |    |                |                |  |  |       |       |
|  | Brasil           | 21               | Dinamarca      | 40 |                |                |  |  |       |       |
|  | 29 de Janeiro    |                  | Dinamarca      | 40 |                |                |  |  |       |       |
|  |                  | Portugal         | 27             |    | Terceiro Lugar | Terceiro Lugar |  |  |       |       |
|  | Portugal (pro)   | Portugal         | 27             | 31 | Terceiro Lugar | Terceiro Lugar |  |  |       |       |
|  | Portugal (pro)   |                  | 2 de Fevereiro | 31 |                |                |  |  |       |       |
|  | Alemanha         | 30               |                |    |                |                |  |  |       |       |
|  | Alemanha         | 30               | França         | 35 |                |                |  |  |       |       |
|  |                  |                  |                |    |                |                |  |  |       |       |
|  | Portugal         | 34               |                |    |                |                |  |  |       |       |
|  | Portugal         | 34               |                |    |                |                |  |  |       |       |

### Quartas de Final
| 28 de Janeiro de 2025 14:00 | Croácia  | 31–30     | Hungria | Arena Zagreb, Zagreb Público: 15,600 Árbitros: García, Marín |
| 28 de Janeiro de 2025 14:00 | Glavaš 6 | (16–16)   | Ilić 8  | Arena Zagreb, Zagreb Público: 15,600 Árbitros: García, Marín |
| 28 de Janeiro de 2025 14:00 | 5× 2×    | Relatório | 2× 1×   | Arena Zagreb, Zagreb Público: 15,600 Árbitros: García, Marín |

| 28 de Janeiro de 2025 17:00 | França        | 34–33     | Egito    | Arena Zagreb, Zagreb Público: 5,850 Árbitros: Nachevski, Nikolov |
| 28 de Janeiro de 2025 17:00 | Remili, Mem 6 | (18–14)   | Hesham 8 | Arena Zagreb, Zagreb Público: 5,850 Árbitros: Nachevski, Nikolov |
| 28 de Janeiro de 2025 17:00 | 3× 1×         | Relatório | 2×       | Arena Zagreb, Zagreb Público: 5,850 Árbitros: Nachevski, Nikolov |

| 29 de Janeiro de 2025 13:30 | Dinamarca                 | 33–21     | Brasil     | Unity Arena, Bærum Público: 5,922 Árbitros: Bíró, Kiss |
| 29 de Janeiro de 2025 13:30 | Lauge, Gidsel, Jakobsen 6 | (15–12)   | Carvalho 7 | Unity Arena, Bærum Público: 5,922 Árbitros: Bíró, Kiss |
| 29 de Janeiro de 2025 13:30 | 3×                        | Relatório | 5× 1×      | Unity Arena, Bærum Público: 5,922 Árbitros: Bíró, Kiss |

| 29 de Janeiro de 2025 16:30 | Portugal           | 31–30 (Pro) | Alemanha | Unity Arena, Bærum Público: 7,475 Árbitros: Jørum, Kleven |
| 29 de Janeiro de 2025 16:30 | (13–9)             |             |          | Unity Arena, Bærum Público: 7,475 Árbitros: Jørum, Kleven |
| 29 de Janeiro de 2025 16:30 | 4× 1×              | Relatório   | 5× 1×    | Unity Arena, Bærum Público: 7,475 Árbitros: Jørum, Kleven |
| 29 de Janeiro de 2025 16:30 | 2T: 26–26 Pro: 5–4 |             |          | Unity Arena, Bærum Público: 7,475 Árbitros: Jørum, Kleven |

### Semifinal
| 30 de Janeiro de 2025 17:00 | França | 28–31     | Croácia         | Arena Zagreb, Zagreb Público: 15,600 Árbitros: Schulze, Tönnies |
| 30 de Janeiro de 2025 17:00 | Mem 8  | (11–18)   | Jelinić, Srna 7 | Arena Zagreb, Zagreb Público: 15,600 Árbitros: Schulze, Tönnies |
| 30 de Janeiro de 2025 17:00 | 4× 1×  | Relatório | 4× 2×           | Arena Zagreb, Zagreb Público: 15,600 Árbitros: Schulze, Tönnies |

| 31 de Janeiro de 2025 16:30 | Dinamarca | 40–27     | Portugal | Unity Arena, Bærum Público: 8,448 Árbitros: Lah, Sok |
| 31 de Janeiro de 2025 16:30 | Gidsel 9  | (20–16)   | Areia 5  | Unity Arena, Bærum Público: 8,448 Árbitros: Lah, Sok |
| 31 de Janeiro de 2025 16:30 | 4×        | Relatório | 4×       | Unity Arena, Bærum Público: 8,448 Árbitros: Lah, Sok |

### Decisão do 3º lugar
| 2 de Fevereiro de 2025 11:00 | França   | 35–34     | Portugal   | Unity Arena, Bærum Público: 10,928 Árbitros: Nachevski, Nikolov |
| 2 de Fevereiro de 2025 11:00 | Minne 10 | (19–17)   | F. Costa 8 | Unity Arena, Bærum Público: 10,928 Árbitros: Nachevski, Nikolov |
| 2 de Fevereiro de 2025 11:00 | 2× 1×    | Relatório | 2×         | Unity Arena, Bærum Público: 10,928 Árbitros: Nachevski, Nikolov |

### Final
| 2 de Fevereiro de 2025 14:00 | Croácia      | 26–32     | Dinamarca | Unity Arena, Bærum Público: 13,384 Árbitros: García, Marín |
| 2 de Fevereiro de 2025 14:00 | Martinović 6 | (12–16)   | Gidsel 10 | Unity Arena, Bærum Público: 13,384 Árbitros: García, Marín |
| 2 de Fevereiro de 2025 14:00 | 7× 2×        | Relatório | 4× 1×     | Unity Arena, Bærum Público: 13,384 Árbitros: García, Marín |

## Classificação Final e Premiações
As posições 1º a 4º e 25º a 32º foram decididas por play-off ou eliminatória. Os perdedores das quartas de final foram classificados de 5º a 8º de acordo com as vagas na fase principal, pontos conquistados e saldo de gols. As equipes que terminaram em terceiro na rodada principal foram classificadas de 9º a 12º, as equipes que terminaram em quarto lugar na rodada principal foram classificadas de 13º a 16º, as equipes que terminaram em quinto lugar na rodada principal foram classificadas de 17º a 20º e as equipes classificadas em sexto lugar foram classificadas de 21º a 24º. Em caso de empate em pontos ganhos, foi levado em consideração o saldo de gols da rodada principal e, em seguida, o número de gols marcados. Se as equipes ainda fossem iguais, o número de pontos conquistados na fase preliminar seria considerado, seguido do saldo de gols e, em seguida, do número de gols marcados na fase preliminar.
| Pos. | Seleção            |
| ---- | ------------------ |
| 1    | Dinamarca          |
| 2    | Croácia            |
| 3    | França             |
| 4    | Portugal           |
| 5    | Egito              |
| 6    | Alemanha           |
| 7    | Brasil             |
| 8    | Hungria            |
| 9    | Islândia           |
| 10   | Noruega            |
| 11   | Suíça              |
| 12   | Países Baixos      |
| 13   | Eslovênia          |
| 14   | Suécia             |
| 15   | Macedônia do Norte |
| 16   | Itália             |
| 17   | Áustria            |
| 18   | Espanha            |
| 19   | Chéquia            |
| 20   | Argentina          |
| 21   | Catar              |
| 22   | Tunísia            |
| 23   | Cabo Verde         |
| 24   | Chile              |
| 25   | Polônia            |
| 26   | Estados Unidos     |
| 27   | Kuwait             |
| 28   | Japão              |
| 29   | Bahrein            |
| 30   | Argélia            |
| 31   | Guiné              |
| 32   | Cuba               |

|  | Classificado para Campeonato Mundial de Handebol Masculino de 2027 |

| Campeões Mundiais de Handebol Masculino 2025 · Dinamarca · Quarto Título Elenco: Niclas Kirkeløkke, Magnus Landin Jacobsen, Emil Jakobsen, Rasmus Lauge, Emil Nielsen, Magnus Saugstrup, Jannick Green, Mathias Gidsel, Kevin Møller, Henrik Møllgaard, Mads Mensah Larsen, Lukas Jørgensen, Jóhan Hansen, Lasse Andersson, Emil Bergholt, Simon Hald, Thomas Sommer Arnoldsen, Simon Pytlick, Emil Madsen · Treinador: Nikolaj Jacobsen |

| Posição              | Jogador         |
| -------------------- | --------------- |
| Goleiro              | Emil Nielsen    |
| Ponta esquerda       | Dylan Nahi      |
| Lateral esquerdo     | Simon Pytlick   |
| Armador Central      | Martim Costa    |
| Lateral direito      | Ivan Martinović |
| Ponta direita        | Mario Šoštarić  |
| Pivô                 | Victor Iturriza |
| Melhor jogador jovem | Francisco Costa |
| Jogador mais valioso | Mathias Gidsel  |

## Estatísticas
| Pos. | Jogador           | Gols | Chutes | %  |
| ---- | ----------------- | ---- | ------ | -- |
| 1    | Mathias Gidsel    | 74   | 107    | 69 |
| 2    | Francisco Costa   | 54   | 79     | 68 |
| 2    | Dika Mem          | 54   | 78     | 69 |
| 4    | Simon Pytlick     | 50   | 67     | 75 |
| 5    | Filip Kuzmanovski | 49   | 71     | 69 |
| 6    | Saif Al-Dawani    | 47   | 81     | 58 |
| 7    | Rutger ten Velde  | 46   | 58     | 79 |
| 8    | Emil Jakobsen     | 45   | 61     | 74 |
| 9    | Martim Costa      | 44   | 82     | 54 |
| 10   | Frankis Marzo     | 42   | 76     | 55 |

| Pos. | Jogador                   | %  | Defesas | Chutes |
| ---- | ------------------------- | -- | ------- | ------ |
| 1    | Samir Bellahcene          | 43 | 10      | 23     |
| 1    | Emil Nielsen              | 43 | 125     | 294    |
| 3    | Viktor Gísli Hallgrímsson | 40 | 67      | 167    |
| 3    | Torbjørn Bergerud         | 40 | 59      | 149    |
| 5    | David Späth               | 39 | 41      | 106    |
| 6    | Andreas Wolff             | 38 | 76      | 201    |
| 7    | Marcel Jastrzębski        | 37 | 42      | 113    |
| 7    | Rangel da Rosa            | 37 | 71      | 191    |
| 9    | Mateus Nascimento         | 36 | 35      | 97     |
| 9    | Urban Lesjak              | 36 | 20      | 56     |
| 9    | Dominik Kuzmanović        | 36 | 88      | 247    |